# Rutilus heckelii
Rutilus heckelii es una especie de peces de la familia de los Cyprinidae en el orden de los Cypriniformes.

## Morfología
Los machos pueden llegar alcanzar los 50 cm de longitud total.

## Hábitat
Es un pez de agua dulce.

## Distribución geográfica
Se encuentra en Europa (excepto la península ibérica, Italia, Grecia e Irlanda ).